# Liste der afghanischen Botschafter in Deutschland
Bis 1980 residierte der Botschafter Afghanistans in Deutschland im Liebfrauenweg 1a, 5300 Bonn-Röttgen 2. Seit 2002 befindet sich die Botschaft der „Islamischen Republik Afghanistan“ in der Taunusstraße 3 in 14193 Berlin-Grunewald.
| Ernannt / Akkreditiert | Name                          | Bemerkungen                                         | ernannt während der Regierung von | akkreditiert während der Regierung | Posten verlassen |
| ---------------------- | ----------------------------- | --------------------------------------------------- | --------------------------------- | ---------------------------------- | ---------------- |
| 1922                   | Ghulam Siddiq Khan            | (* 1894) – Rang des Gesandten                       | Amanullah Khan                    | Joseph Wirth                       |                  |
| 1925                   | General Ahmad Ali Ludin       | (* 1886) – Rang des Gesandten                       | Amanullah Khan                    | Hans Luther                        | 1928             |
| 1926                   | Muhammad Amin (Diplomat)      | Rang des Gesandten                                  | Amanullah Khan                    | Wilhelm Marx                       |                  |
| 1929                   | Abdul Hadi Dawi Pareshan      | Rang des Gesandten                                  | Inayatullah Khan                  | Hermann Müller                     |                  |
| 1931                   | Ghulam Siddiq Charkhi         | (* 1894; † 1962) – Rang des Gesandten               | Mohammed Nadir Schah              | Heinrich Brüning                   |                  |
| 1933                   | Sardar Mohammed Aziz Khan     | Bruder von Mohammed Daoud Khan – Rang des Gesandten | Mohammed Sahir Schah              | Kabinett Hitler                    |                  |
| 1933                   | Allah Nawaz Khan Ghulam Faruq | [ 2 ]                                               | Mohammed Sahir Schah              | Kabinett Hitler                    | 1945             |
| 27. Apr. 1955          | Gholam Farugk                 | [ 3 ]                                               | Mohammed Sahir Schah              | Kabinett Adenauer II               | 1965             |
| 1965                   | Ali Ahmad Popal               |                                                     | Mohammed Sahir Schah              | Kabinett Erhard I                  |                  |
| 1966                   | Mohammad Yusuf                |                                                     | Mohammed Sahir Schah              | Kabinett Erhard II                 |                  |
| 1973                   | Ghulam Faruq                  |                                                     | Mohammed Sahir Schah              | Kabinett Brandt II                 |                  |
| Juni 1973              | Abdul Rahman Pazhwak          |                                                     | Mohammed Sahir Schah              | Kabinett Brandt II                 |                  |
| 1977                   | Mohammad Bashir Lodin         |                                                     | Mohammed Daoud Khan               | Kabinett Schmidt II                |                  |
| Sep. 1978              | Nazar Muhammad                |                                                     | Nur Muhammad Taraki               | Kabinett Schmidt II                |                  |
| Sep. 2002              | Hamidullah Nasser Zia         | Cousin von Mohammed Zahir Schah                     | Hamid Karzai                      | Kabinett Schröder I                |                  |
| 2006                   | Maliha Zulfacar               | [ 4 ]                                               | Hamid Karzai                      | Kabinett Merkel I                  |                  |
| 26. Nov. 2010          | Abdul Rahman Ashraf           | (* 2. Juli 1944 in Kabul, Afghanistan)              | Hamid Karzai                      | Kabinett Merkel II                 |                  |
| 2. Sep. 2014           | Hamid Sidiq                   |                                                     | Hamid Karzai                      | Kabinett Merkel III                |                  |
| 15. Jan. 2017          | Ali Ahmad Jalali              |                                                     | Aschraf Ghani                     | Kabinett Merkel III                |                  |
| 3. Feb. 2021           | Yama Yari                     |                                                     | Aschraf Ghani                     | Kabinett Merkel IV                 | 19. Nov. 2024    |

Quelle: